# Priya Hein
Priya Hein est une autrice de littérature jeunesse mauricienne née en 1976. En 2022, elle publie Riambel, son premier roman adulte, dont le manuscrit remporte le prix Jean Fanchette 2021, présidé par J.M.G Le Clézio.

## Biographie
Priya Hein grandit entre Maurice et l'Europe.
Diplômée d'une licence de droit à l’université métropolitaine de Manchester, elle étudie les sciences politiques à l’IEP de Strasbourg. Également détentrice d’un master bilingue (MA international Politics and Law) de l’Université libre de Bruxelles, elle obtient un stage à la Commission européenne. Elle travaille ensuite au Parlement européen en tant que juriste et linguiste où elle assure la traduction de textes de loi. En 2002, elle part s'installer à Garching, près de Munich.
Elle commence sa carrière d'autrice de livres pour enfants avec Feno le Dodo. En 2009, en visite sur l'île Maurice, Priya Hein ne trouve aucun livre pour faire découvrir l'animal totem de l'île à sa fille. Elle invente alors l'histoire de Feno. Sa fille est conquise, le ministre du tourisme de l'île Maurice aussi. Depuis, Priya Hein n'a pas cessé d'écrire et les aventures de Feno ont été traduites en français, anglais, créole et allemand.
Avec ses personnages et ses histoires, elle contribue à valoriser la culture mauricienne, comme avec le recueil de contes Sous le Flamboyant, et participe à l'éducation mauricienne jusque dans les manuels scolaires. L'album Ki pose la est intégré dans le programme d'études du primaire. Ti solo l'oiseau qui ne savait pas voler, est né à partir de dessins d'enfants d'un atelier à Rodrigues ; les notions de différence, de tolérance et d’estime de soi y sont abordées.
En 2017, elle est sélectionnée comme autrice émergente pour le programme international d’écriture de l’Université de l'Iowa (Women’s Mentorship Pilot Project) sous le mentorat de Shenaz Patel. Elle contribue aussi à l'ouvrage We mark your memory : Indentured labour anthology, qui rassemble des écrits de descendants de l'engagisme.
De 2019 à 2021, elle est membre du Conseil d’intégration de la ville de Garching en Allemagne.
En 2022, elle publie son premier roman pour adultes, Riambel, du nom de son village natal. Elle y raconte l'envers du décor de l'île touristique et paradisiaque du point de vue des habitants, descendants d'esclaves, en abordant la complexité des relations ethniques à Maurice, la rupture sociale entre les possédants et leurs serviteurs, et la condition des femmes. Son besoin d'écrire sur le racisme et les conséquences de la colonisation est né pendant l'avènement du mouvement Black Lives Matter, après l'assassinat de George Floyd. Son manuscrit est récompensé par le prix Jean Fanchette.
Elle vit aujourd’hui entre l’Allemagne et l’île Maurice.

## Publications

### Littérature jeunesse
- Feno le petit dodo, Orphie, 2009
- Feno le Dodo et le pique-nique sous la pluie, 2010
- (en) Little Dodo's ABC Book, Orphie, 2011
- (en + mfe) Blue Bear, 2013
- (en) Sous le Flamboyant, Kindle Edition, 2014
- (en + fr) Do Children Fly?/Est-ce que les enfants volent?, Tintenfass, 2015
- (en) We Mark Your Memory: writings from the descendants of indenture, Kindle Edition, 2018
- (fr + mfe) Ti solo, grand héros, Vizavi, 2018

### Littérature adulte
- Riambel (trad. de l'anglais par Haddiyyah Tegally), Globe, 1er septembre 2022 (ISBN 9782383611400)

## Prix et distinctions
- 2021 : prix Fanchette[1]
- 2023 : prix Athéna pour Riambel[7]